# Ctenosciara angustistylata
Ctenosciara angustistylata är en tvåvingeart som beskrevs av Sutou och Ito 2003. Ctenosciara angustistylata ingår i släktet Ctenosciara och familjen sorgmyggor. Inga underarter finns listade i Catalogue of Life.